# Dancing Falls
Die Dancing Falls sind ein segmentierter Wasserfall im Mount-Aspiring-Nationalpark in der Region West Coast auf der Südinsel Neuseelands. Er liegt im Lauf des Dancing Creek unterhalb des Gipfels des 1595 m hohen Mount Webster in der Marks Range der Neuseeländischen Alpen, der nach dem Wasserfall in nördlicher Fließrichtung in den Haast River mündet. Neben einer 34 Meter hohen Fallstufe gehört stromaufwärts eine weitere dazu, die 27 Meter misst.